# Asconopsis
× Asconopsis viết tắt trong thương mại là Ascps là một chi lan lai giữa các chi Ascocentrum và Phalaenopsis (Asctm x Phal).